# Svazek obcí pro silnici II/260
Svazek obcí pro silnici II/260 je dobrovolný svazek obcí v okresech Ústí nad Labem, Děčín a Litoměřice, jeho sídlem jsou Lovečkovice a jeho cílem je ochrana a prosazování společných zájmů členských obcí. Spolupráce se týká zejména: 
- úpravy provozu na silnici II/260 – vyloučení kamiónové dopravy
- obnovy provozu železniční dráhy Velké Březno – Úštěk
- vybudování cyklostezky Malé Březno – Úštěk
- rozvoje v oblasti cestovního ruchu v zájmovém území
- správy shromažďování a odstraňování komunálních odpadů v zájmovém území

## Obce sdružené ve svazku
- Malé Březno
- Lovečkovice
- Zubrnice
- Levín